# Kościół Niepokalanego Serca Najświętszej Maryi Panny w Roszkach
Kościół pw. Niepokalanego Serca Najświętszej Maryi Panny w Roszkach – katolicki kościół parafialny znajdujący się w Roszkach w gminie Krotoszyn. 

## Historia
Świątynia pochodzi z 1985, a inicjatorem jej powstania był ks. Józef Mizgalski (od 1 lutego 1980 proboszcz parafii w Roszkach). Przy świątyni znajduje się kamienna grota maryjna, ceglana kampanila i pomnik Jana Pawła II odsłonięty 17 maja 2009 z inskrypcją o treści: Musicie od siebie wymagać, nawet gdyby inni od Was nie wymagali. Fundatorami byli ks. proboszcz Dariusz Bandosz z dziećmi i młodzieżą parafii. Kampanilę, wybudowaną z ofiar parafian, poświęcił bp Stanisław Napierała 13 grudnia 2008. W dzwonnicy dwa dzwony: Św. Jan Ewangelista fundacji Zbigniewa Nadstawskiego z rodziną i Jan Paweł II fundacji ks. proboszcza Dariusza Bandosza.
5 stycznia 2013 w kościele odbyło się spotkanie noworoczne bractw kurkowych działających na terenie diecezji kaliskiej z udziałem ks. bpa Edwarda Janiaka.

## Galeria

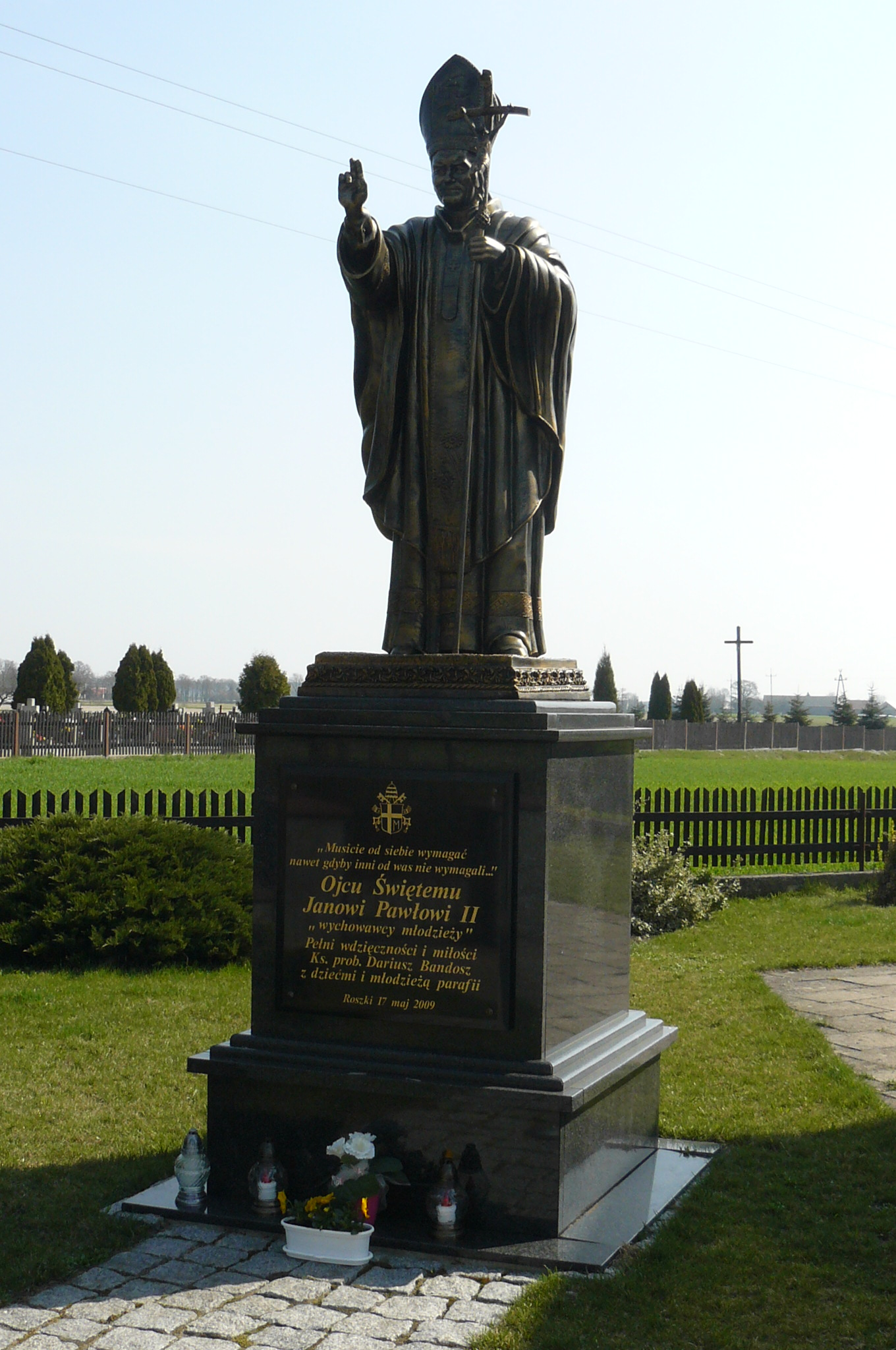
Pomnik Jana Pawła II
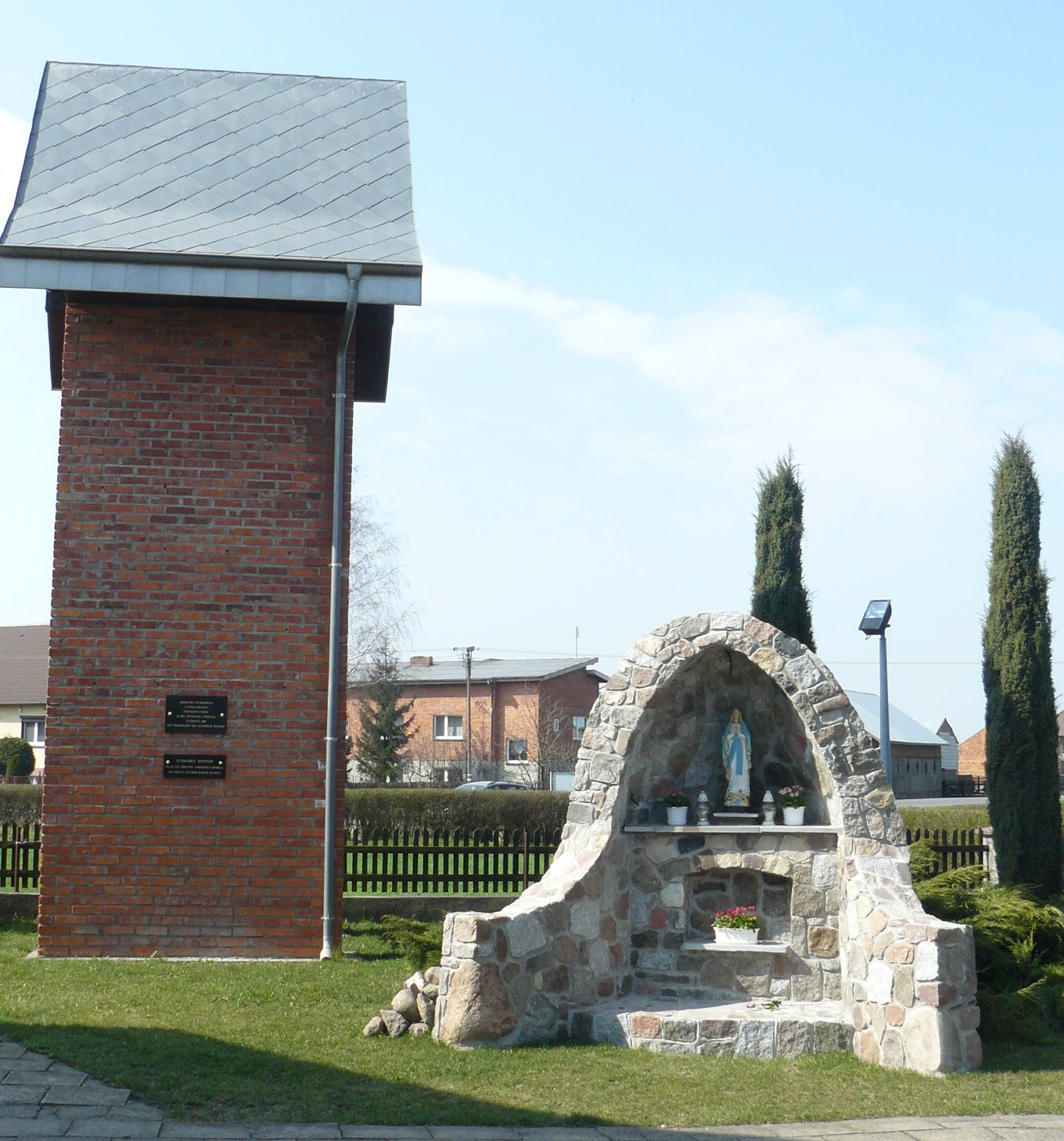
Kampanila i grota
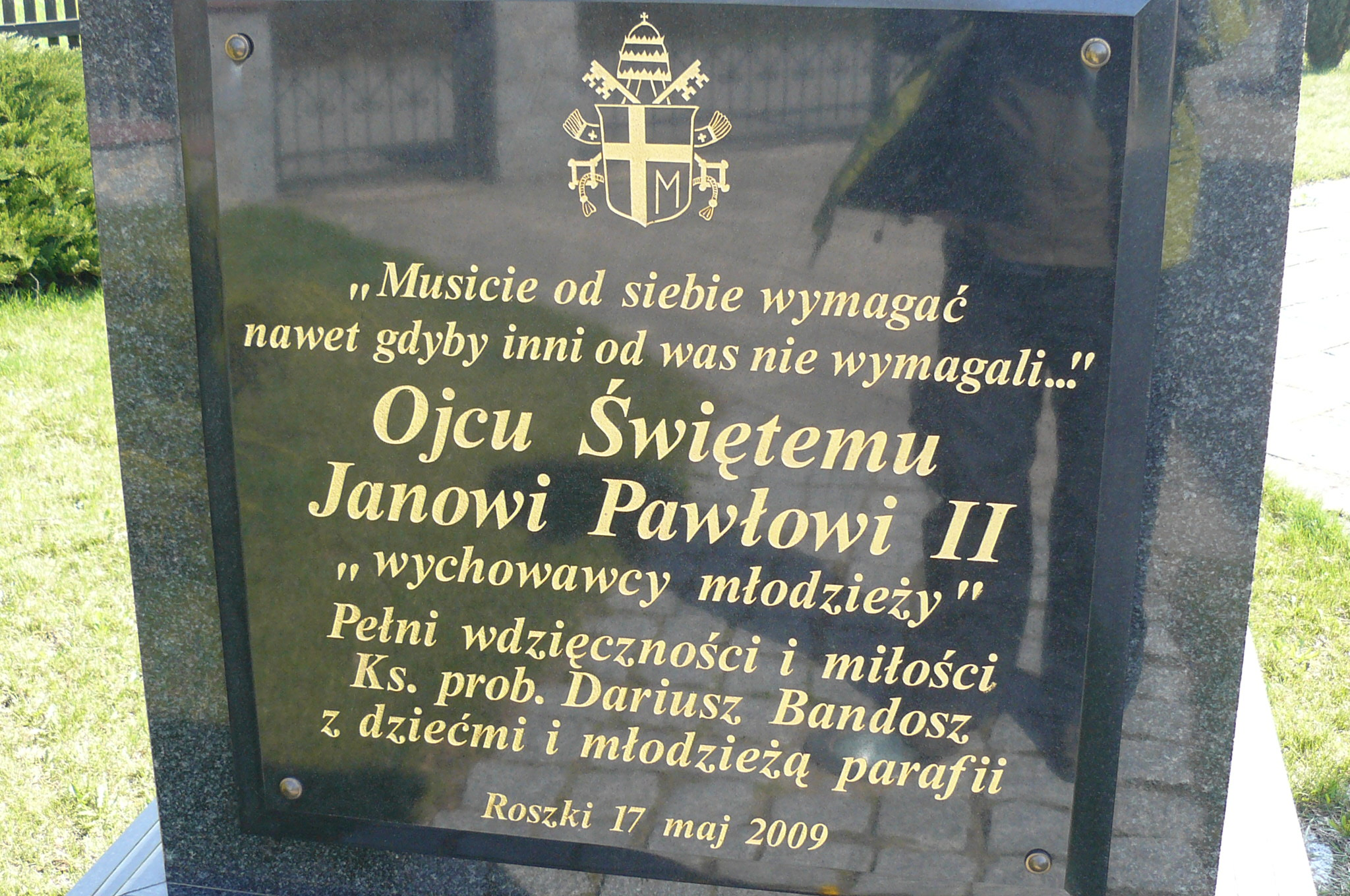
Inskrypcja pomnikowa